# Rhymney

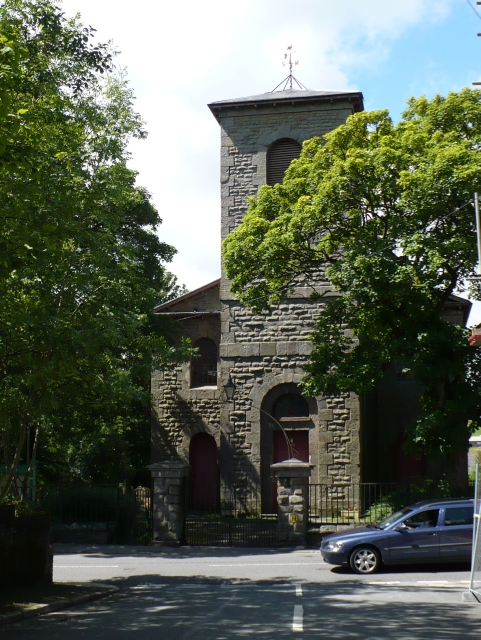
St. David's Church, Rhymney

Rhymney (Welsh: Rhymni) is een gemeente in Caerphilly in Wales die bestaat uit de plaatsen Rhymney, Pontlottyn, Abertysswg, Butetown en Twyncarno. De rivier de Rhymney heeft haar oorsprong nabij Rhymney en stroomt door de Rhymneyvallei naar Rumney nabij Cardiff. Station Rhymney is het eindpunt van een spoorlijn van Cardiff via Caerphilly en Bargoed naar Rhymney.
Rhymney werd in 1801 gesticht en de plaats dankte haar bestaan de eerste eeuw aan de staalindustrie. Na een fusie tussen de Bute en Union Ironworks ontstond in 1837 de Rhymney Iron Company. Een van de grootste werkgevers in de huidige tijd is Williams Medical Supplies. 
Het lied The Bells of Rhymney van de Amerikaanse volkszanger Pete Seeger is een muzikale bewerking van dichtregels geschreven door de dichter Idris Davies, die in Rhymney geboren werd..